# Xieng Khouang Airport
Xieng Khouang Airport (laotiska: ສະຫນາມບິນຊຽງຂວາງ) är en flygplats i Laos.   Den ligger i provinsen Xieng Khouang, i den nordvästra delen av landet, 170 km norr om huvudstaden Vientiane. Xieng Khouang Airport ligger 1 095 meter över havet.
Terrängen runt Xieng Khouang Airport är varierad. Runt Xieng Khouang Airport är det glesbefolkat, med 14 invånare per kvadratkilometer. Närmaste större samhälle är Phonsavan, 2,2 km nordost om Xieng Khouang Airport. I omgivningarna runt Xieng Khouang Airport växer i huvudsak städsegrön lövskog.